# Acer Iconia Tab A500
Iconia Tab A500 è un tablet progettato da Acer messo in commercio il 24 aprile 2011.

## Sistema operativo
Al momento dell'acquisto, viene venduto con Android 3.0 (Honeycomb) ma Acer ha distribuito un aggiornamento alla versione 4.0.3 (Ice Cream Sandwich). Tramite software non ufficiali è possibile eseguire l'aggiornamento a Jelly Bean (4.2.2).

## Dimensioni e Massa
- Dimensioni: 260×177×13 mm
- Massa: 730 g

## Connettività
- Wi-Fi 802.11a/b/g/n
- Bluetooth 2.1 + EDR
- GPS
- Micro-USB 2.0
- USB (per il collegamento di chiavette USB, tastiere ecc.)
- Pin per docking
- Micro HDMI
- Uscita audio Jack da 3,5 mm
- Altoparlanti audio posteriori
- Microfoni integrati
- Connettore per il caricamento della batteria

## Sensori
- Prossimità
- Giroscopio
- Luminosità ambientale
- Accelerometro

## Varianti
L'Iconia A500 è disponibile anche nella versione A501 che differisce solo per la presenza del modulo 3G (HSDPA, 21 Mbit/s; HSUPA, 5.76 Mbit/s)